# Pośrednia Niewcyrska Turnia
Pośrednia Niewcyrska Turnia (niem. Mittlerer Neftzer-Turm, słow. Prostredná nefcerská veža, węg. Középső-Nefcer-torony, 2364 m) – jedna z wielu turni w Grani Hrubego w słowackiej części Tatr Wysokich. Jest położona między Zadnią Niewcyrską Szczerbiną na południowym wschodzie, oddzielającą ją od Zadniej Niewcyrskiej Turni, a Pośrednią Niewcyrską Szczerbiną na północnym zachodzie, która oddziela ją od Skrajnej Niewcyrskiej Turni. Ma wiele wierzchołków oddzielonych płytkimi wcięciami. Władysław Cywiński pisał o nich: Niewyczerpalny magazyn dla przyszłych topograficzno-toponomastycznych maniaków. Najwyższy jest ten wznoszący się bezpośrednio nad Zadnią Niewcyrską Szczerbiną. Na południowy zachód, do Teriańskiej Równi w Niewcyrce, turnia opada zbudowaną z ciemnej i litej skały ścianą o wysokości około 130 m. Ściana opadająca na północ, do Wielkiego Ogrodu w Dolinie Hlińskiej, ma wysokość około 300 m i tworzy jedną całość ze ścianą trzech Niewcyrskich Turni i Zadniej Walowej Turni. 
Pośrednia Niewcyrska Turnia  jest trzecią turnią w grani od strony Hrubego Wierchu, jedną z trzech Niewcyrskich Turni – pozostałe to Zadnia Niewcyrska Turnia i Skrajna Niewcyrska Turnia, położone po obydwu jej stronach. Ich nazwy pochodzą od Niewcyrki, położonej u ich południowych ścian. Nazwy turni utworzył Witold Henryk Paryski w 8. tomie przewodnika wspinaczkowego.

## Taternictwo
Pierwszego wejścia na szczyt dokonali Paweł Bester, Walery Goetel i Mieczysław Świerz z jeszcze jednym towarzyszem 28 lipca 1908 r.. Obecnie dla taterników turnia dostępna jest tylko z grani lub od strony północnej (Niewcyrka jest obszarem ochrony ścisłej z zakazem wstępu).
Drogi wspinaczkowe:
1. Południowo-zachodnim żebrem; miejsca II–III w skali tatrzańskiej, czas przejścia 45 min
2. Północną ścianą; II–III, 2 godz.[4]

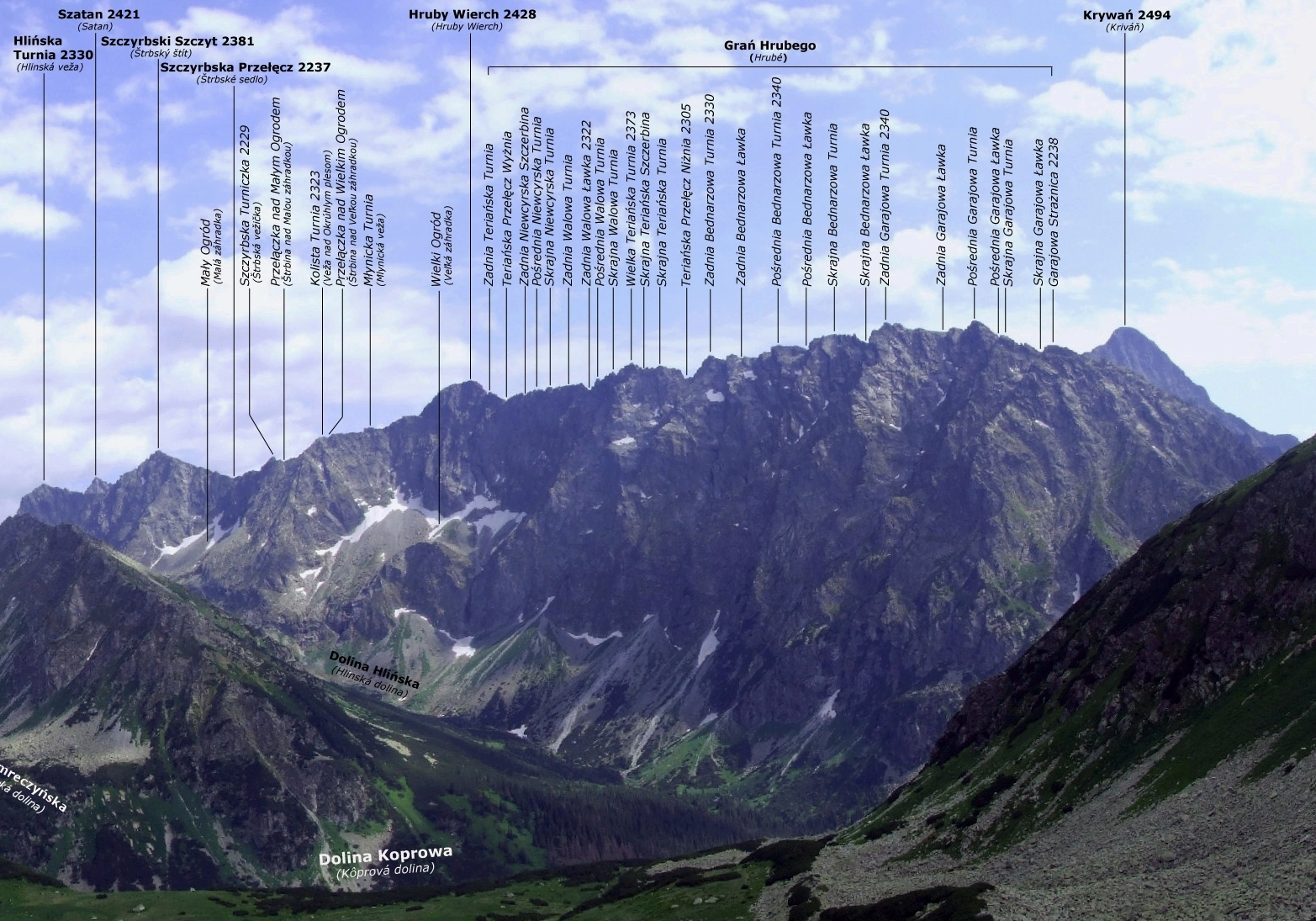
Widok z Zaworów
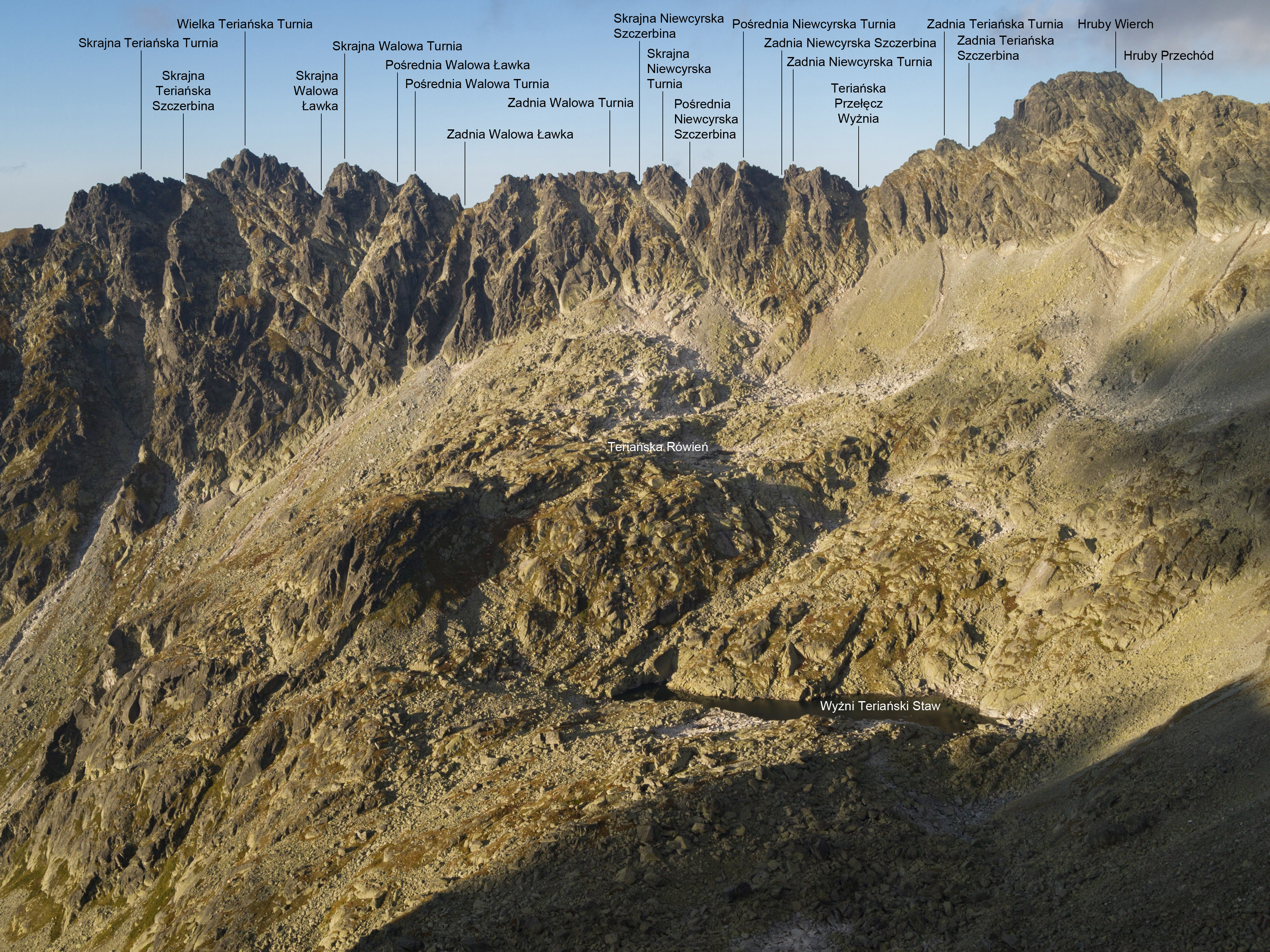
Widok z południowego wschodu
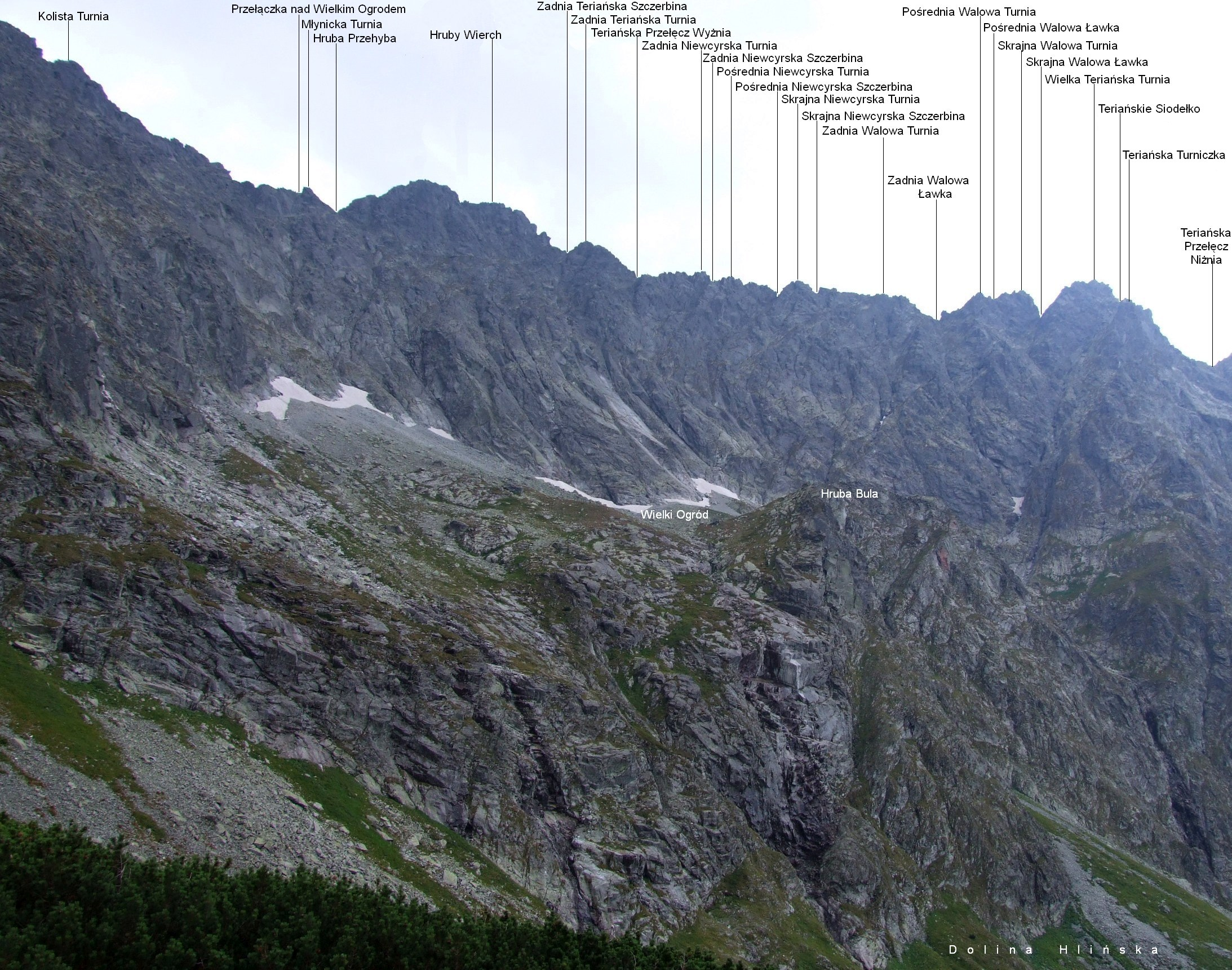
Widok z Doliny Hlińskiej